# Krywoszyno
Krywoszyno – dawny zaścianek. Tereny na których leżał znajdują się obecnie na Białorusi, w obwodzie witebskim, w rejonie dokszyckim, w sielsowiecie Porpliszcze.
Dawnej używane nazwy – Krzywoszyno, Krzywaszyn.

## Historia
W czasach zaborów w powiecie wilejskim w guberni wileńskiej Imperium Rosyjskiego.
W dwudziestoleciu międzywojennym zaścianek leżał w Polsce, w województwie wileńskim, w powiecie duniłowickim, od 1926 w powiecie dziśnieńskim, w gminie Porpliszcze.
Według Powszechnego Spisu Ludności z 1921 roku zamieszkiwało tu 29 osób, 14 były wyznania rzymskokatolickiego a 15 prawosławnego. Jednocześnie 9 mieszkańców zadeklarowało polską a 20 białoruską przynależność narodową. Były tu 4 budynki mieszkalne. W 1931 w 6 domach zamieszkiwało 27 osób.
Wierni należeli do parafii rzymskokatolickiej w Parafianowie i prawosławnej w Porpliszczach. Miejscowość podlegała pod Sąd Grodzki w Dokszycach i Okręgowy w Wilnie; właściwy urząd pocztowy mieścił się w Porpliszczach.